# Col des Mosses
Der Col des Mosses an der Hauptstrasse 11 ist ein 1445 m ü. M. hoher Passübergang im Schweizer Kanton Waadt in den Waadtländer Voralpen, an dem sich der Ferienort Les Mosses angesiedelt hat.

## Geographie

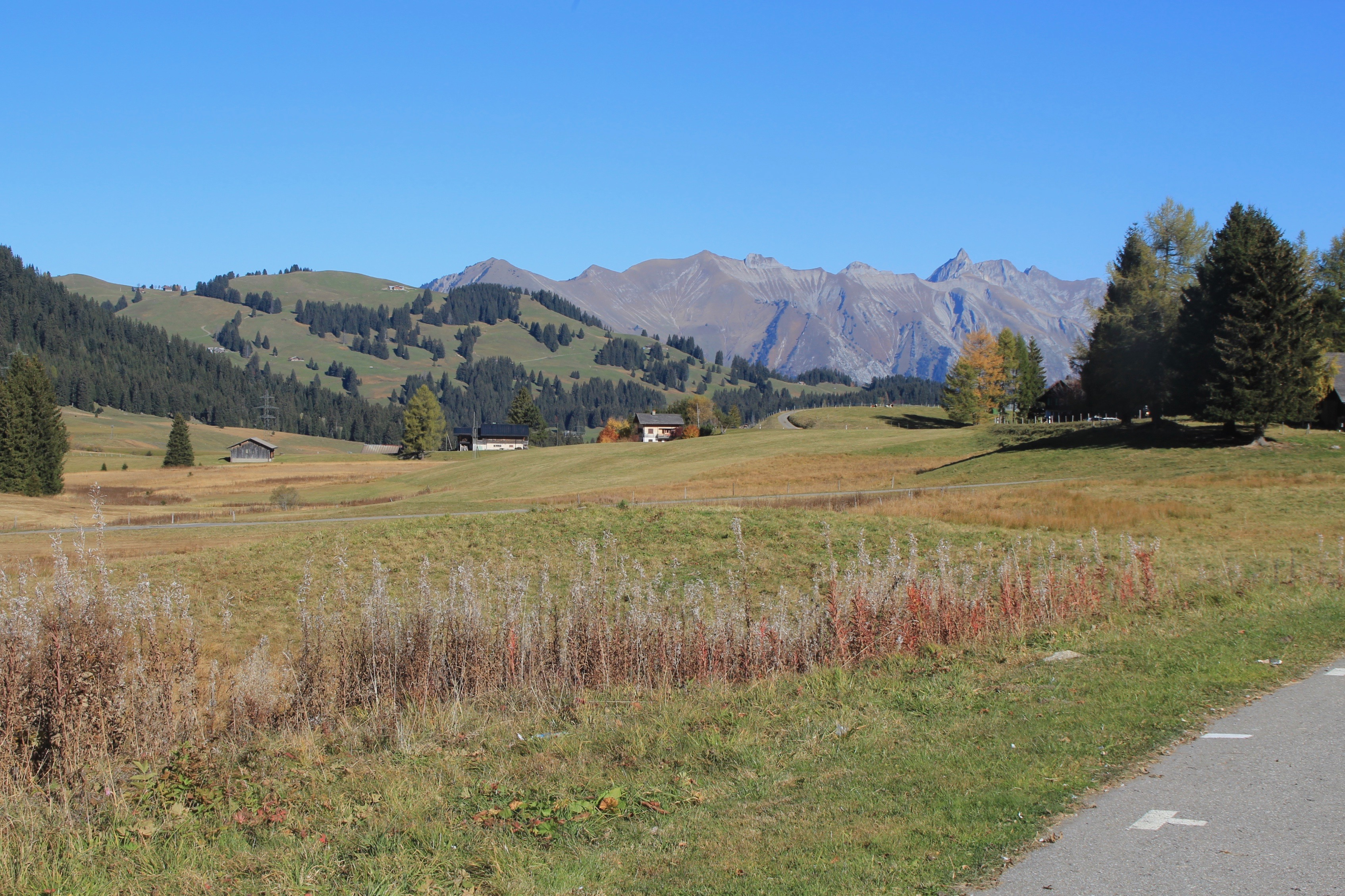
Auf dem Col des Mosses, Blick nach Norden

Die breite Passhöhe liegt zwischen den Bergen Gros Van im Westen und Pic Chaussy im Osten und trennt die Waadtländer Voralpen in eine West- und eine Ostgruppe. Der Pass bildet die Wasserscheide zwischen der Rhone und dem Rhein. Vom Col des Mosses nach Süden entwässert die Raverette, ein Seitenbach der Grande Eau. Nach Norden fliesst der Hongrin; die Passstrasse folgt aber nicht dem Hongrin-Tal, sondern führt über einen weiteren Passübergang bei La Lécherette direkt in das Pays d’Enhaut.

## Geschichte
Eine Axt aus der Bronzezeit zeigt, dass der Pass schon in prähistorischer Zeit benutzt wurde. Im Jahre 1475 wurde erstmals ein Saumpfad schriftlich erwähnt, der dem Transport von Salz aus Bex diente. Dieser wurde in den Jahren 1868–1869 zur Fahrstrasse ausgebaut und erfuhr im 20. Jahrhundert mehrere Erweiterungen. Seit der Zwischenkriegszeit besteht eine Postautoverbindung.

## Verkehr
Die regional recht bedeutende Passstrasse verbindet das Rhonetal bei Aigle mit dem Pays d’Enhaut bei Château-d’Oex. Auch überregional wird die Verbindung oft genutzt, um vom Berner Oberland ins Unterwallis zu gelangen. Die Fahrstrasse über den Col des Mosses wurde 1868 erbaut, und ab 1869 verkehrte ein Pferdepostkurs über den Pass.

## Tourismus
Auf der gebietsweise sumpfigen Höhe des Passes hat sich im Lauf der Zeit der Ferienort Les Mosses entwickelt, der zur politischen Gemeinde Ormont-Dessous gehört. Im Winter ist der Ort wegen der zahlreichen Skilifte am Osthang des Mont d’Or stark frequentiert, im Sommer ist er Ausgangspunkt für Wanderungen.

## Sport
Obwohl der Col des Mosses in der Schweiz liegt, wurde er bereits öfters von der Tour de France überquert. Die erste Auffahrt fand im Jahr 1949 von der Südseite statt. Damals passierte Jean Robic auf der 18. Etappe, die von Saint-Vincent nach Lausanne führte, den Pass der 2. Kategorie als erster.
1997 stand der Pass auf der 16. Etappe erneut im Programm der Tour de France. Die Strecke führte jedoch zunächst über den höheren Col de la Croix (1769 m), wodurch die Südauffahrt auf den Col des Mosses erst in Ormont-Dessous begann und nur rund fünf Kilometer lang war. Auf der Passhöhe wurde deshalb eine Bergwertung der 3. Kategorie abgenommen. Im Jahr 2000 nutzte die Tour de France erneut die klassische Südauffahrt von Aigle, ehe 2009 und 2016 erstmals die Nordseite befahren wurde.
Im Jahr 2022 wurde der Col des Mosses auf der 9. Etappe erneut von der Nordseite befahren.
| Jahr | Etappe     | Bergwertung  | Fahrer             |
| ---- | ---------- | ------------ | ------------------ |
| 1949 | 18. Etappe | 2. Kategorie | Jean Robic         |
| 1997 | 16. Etappe | 2. Kategorie | Stéphane Heulot    |
| 2000 | 17. Etappe | 2. Kategorie | Massimiliano Lelli |
| 2009 | 15. Etappe | 2. Kategorie | Pierrick Fedrigo   |
| 2016 | 17. Etappe | 3. Kategorie | Rafał Majka        |
| 2022 | 9. Etappe  | 2. Kategorie | Pierre Latour      |

Neben der Tour de France stand der Pass bereits öfters im Programm der Tour de Suisse und der Tour de Romandie, den beiden grössten Schweizer Rundfahrten.